# Steirastoma senex
Steirastoma senex là một loài bọ cánh cứng trong họ Cerambycidae.